# 中津川組
八代目中津川組位於香川縣高松市本部的設置，日本的黑社會指定暴力團之一・六代目山口組的3次團體，上部團體 四代目山健組。
原屬第三代山口組地道組旗下團體（3次團體）；歷經加入第三代山口組小田秀組旗下（3次團體）、第四代山口組竹中組旗下（3次團體）、第五代山口組山健組旗下（3次團體）、至現在的第六代山口組第四代山健組旗下3次團體。

## 歷代組長
- 初代：中津川勝次
- 二代：渡辺一夫
- 三代：木村 忠
- 四代：古川義光（小田秀組舍弟）
- 五代：松本光雄
- 六代：松本昂三
- 七代：長尾昌志（四代目山健組若眾）
- 八代：岡山一仁（四代目山健組若眾）

## 最高幹部
- 組長・岡山一仁（四代目山健組若眾）